# Cyclophora nigricaria
Cyclophora nigricaria là một loài bướm đêm trong họ Geometridae.